# Oslo T-bane
Die Oslo T-bane ist die U-Bahn der norwegischen Hauptstadt Oslo und die einzige U-Bahn in Norwegen. Sie entstand aus mehreren Vorortbahn- und Straßenbahnstrecken und wurde ab 1966 sukzessive zu einem vollwertigen Metronetz mit sechs Linien umgebaut. T-bane ist eine Abkürzung für Tunnelbane.

## Liniennetz
Das T-bane-Netz ist 86 Kilometer lang (2012) und hat 101 Stationen (2016), von denen sich lediglich 17 im Tunnel befinden. Sämtliche Linien fahren durch den Fellestunnelen in der Innenstadt zwischen Majorstuen und Tøyen, vier Linien verlaufen auf einer durchgehenden Durchmesserstrecke. Die Haltestelle Jernbanetorget im Fellestunnelen verknüpft die U-Bahn mit Oslo Sentralstasjon.
| Linie | Strecke                                     | Strecken                               |
| ----- | ------------------------------------------- | -------------------------------------- |
| 1     | Frognerseteren – Helsfyr (– Bergkrystallen) | Holmenkollbahn, Østensjøbahn           |
| 2     | Østerås – Ellingsrudåsen                    | Røabahn, Furusetbahn                   |
| 3     | Kolsås – Mortensrud                         | Kolsåsbahn, Østensjøbahn               |
| 4     | Vestli – Bergkrystallen                     | Grorudbahn, Ringbahn, Lambertseterbahn |
| 5     | Sognsvann – Vestli                          | Sognsvannbahn, Ringbahn, Grorudbahn    |

## Betrieb
Betrieben wird die T-bane von Oslo T-banedrift AS, im Auftrag und koordiniert von Ruter AS. Oslo T-banedrift ist eine Tochtergesellschaft von Sporveien, der neben der Oslo T-banedrift AS die Oslo Sporvognsdrift AS gehört, die die Straßenbahn Oslo betreibt. 2012 wurden die Ausgaben von 1361 Mio. Kronen zu etwa 47 % mit Fahrgeldeinnahmen finanziert. Die Platzbelegung betrug im selben Jahr 12 %; drei Jahre zuvor betrug sie noch 16 %.
2018 beförderte die T-bane 122 Mio. Fahrgäste. Damit ist die T-bane nach dem Busnetz (Fahrgäste 2015: 140 Mio.) das am zweithäufigsten benutzte Verkehrsmittel in Oslo. 2004 ist die Zahl der Fahrgäste nach durchschnittlich 66 Millionen Fahrgästen in den Jahren 2000–2003 um 6 Millionen gesunken, was vor allem an der Einstellung von Teilen der Kolsåsbahn gelegen haben dürfte.

## Geschichte

### Vorort- und Straßenbahnen im westlichen Oslo

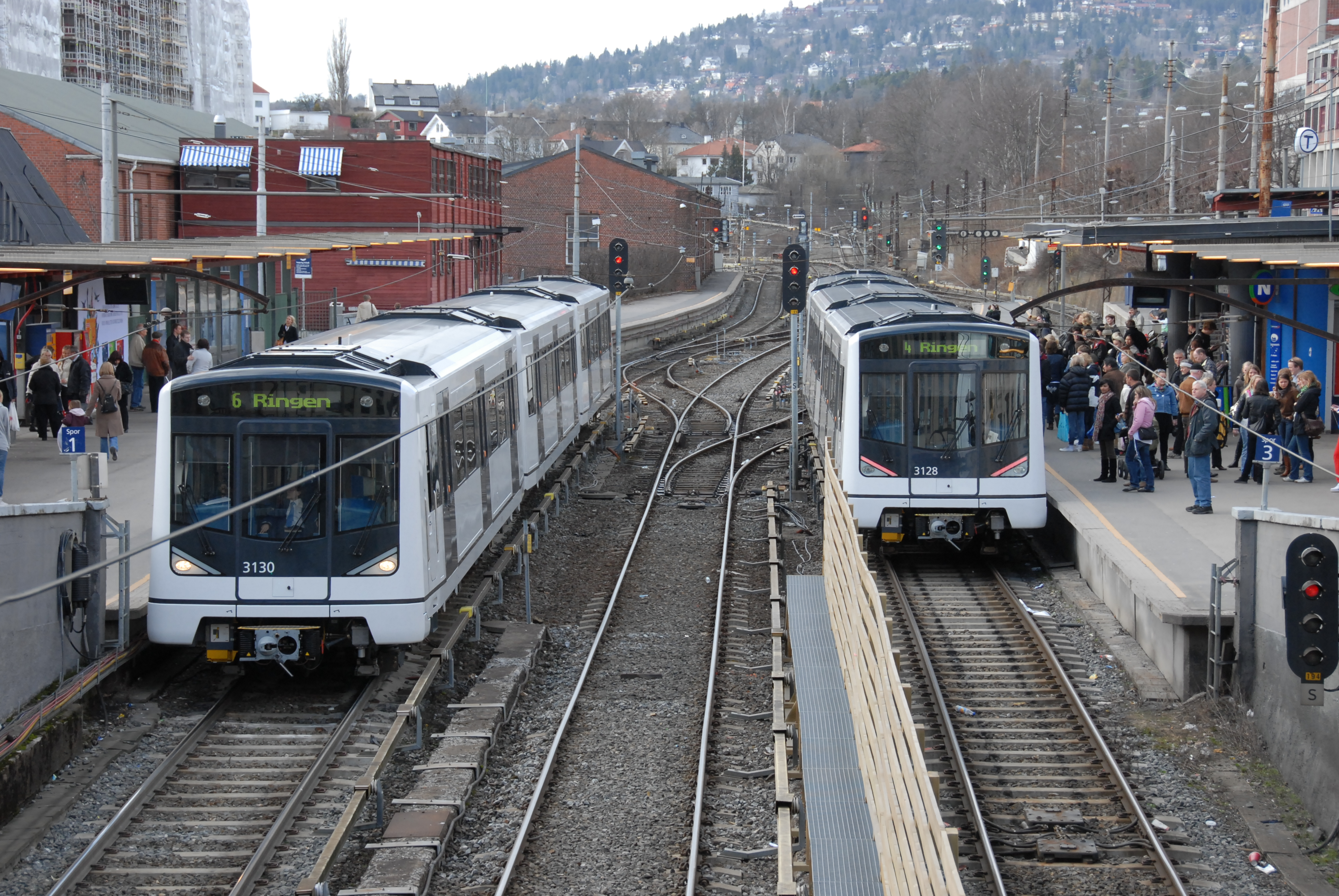
Zwei Züge der Osloer U-Bahn am Bahnhof Majorstuen

Die erste Vorortbahn, aus der später eine T-bane-Strecke wurde, war die Holmenkollbane. Sie wurde von der von 1896 bis 1992 bestehenden selbstständigen Vorstadtbahngesellschaft A/S Holmenkolbanen erbaut und betrieben.
Ein provisorischer zweigleisiger Betrieb wurde bereits am 16. März 1898 zwischen Majorstuen und Slemdal aufgenommen. Am 31. Mai 1898 folgte vorerst eine eingleisige Strecke bis nach Holmenkollen Sanatorium (heute Besserud). Erst 1905 wurde das letzte Stück zweigleisig ausgebaut. Die Holmenkollbane führte zum gleichnamigen Berg, wo sich die älteste Skisprunganlage der Welt befindet. Zunächst war die Linie vor allem für den Ausflugsverkehr gedacht, erst später siedelten sich dort Einwohner an. 1916 verlängerte die Stadt Kristiania, wie Oslo damals noch hieß, die Strecke bis zum Bahnhof Frognerseteren, der sich auf einer Höhe von 469 Metern befindet. Bis 1939 fuhr die Bahn sogar noch 800 Meter weiter bis Tryvannshøyden, jedoch nicht im Planverkehr.
Von 1911 bis 1912 baute die Gemeinde Aker eine eingleisige Strecke vom westlichen Stadtzentrum, genauer Bahnhof Majorstuen, bis Smestad. Die Trasse ging am 7. November 1912 in Betrieb und blieb bis 1935 eingleisig, danach ließ die Gemeinde zusätzlich ein zweites Gleis verlegen.
Im gleichen Jahr begannen die ersten Bauarbeiten für eine unterirdische Strecke vom Knotenpunkt Majorstuen bis ins Stadtzentrum. Wegen Setzungen an den umliegenden Gebäuden ließ die Stadtverwaltung die Bauarbeiten ruhen, erst 14 Jahre später wurden sie wieder aufgenommen. Zwei Bahnhöfe sollten auf der zwei Kilometer langen Tunnelstrecke errichtet werden. Bei den Arbeiten stürzte an einem Punkt teilweise die Tunneldecke ein, deshalb wurde dort der Bahnhof Valkyre plass gebaut, der 1985 geschlossen wurde. So wurde am 28. Juni 1928 die Strecke Majorstuen – Nationaltheatret eingeweiht. Damit hatte die seit 1925 Oslo genannte Stadt den ersten Untergrundstraßenbahntunnel in ganz Nordeuropa.
Ab 1. Januar 1930 wurde eine neue Strecke von Lilleaker über Jar nach Avløs erbaut, die den Namen Lilleakerbahn erhielt. 1930 fuhren die Züge im Westen weiter nach Kolsås, wobei bis 1942 nur Straßenbahnwagen fuhren. Danach wurde der westliche Teil vom östlichen getrennt und schloss Ersteren an die Smestadbahn an, nun Kolsåsbahn, sodass eine Verbindung zwischen Kolsås und dem Stadtzentrum bestand. Während der Teil nach Kolsås von T-bane-Zügen befahren wird, sind auf der Strecke Jar–Lilleaker Straßenbahnwagen auf einem eigenen Gleiskörper zu finden.

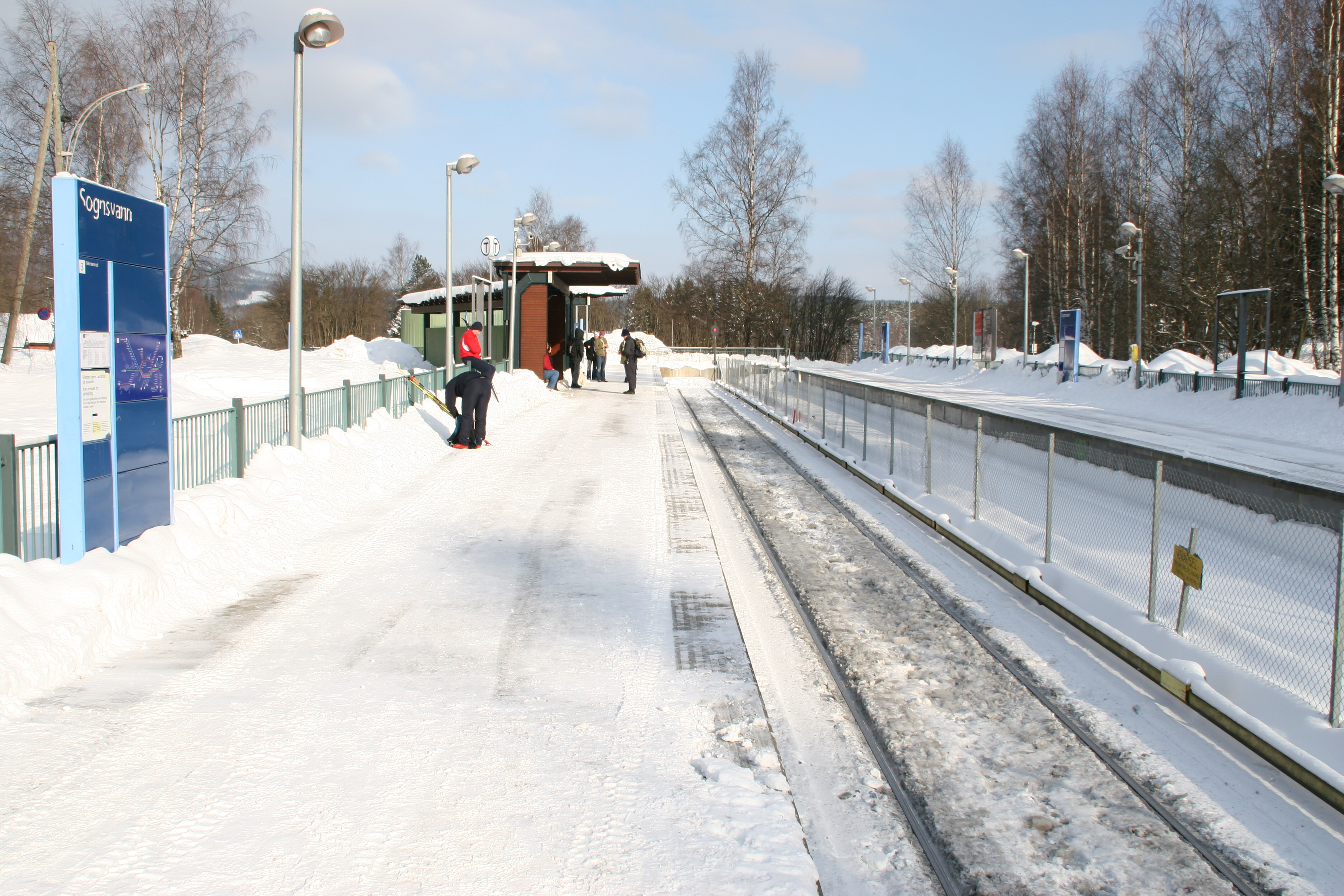
Station Sognsvann im Winter

Von 1933 bis 1934 baute die Gemeinde Aker an ihrer zweiten Bahnstrecke, die den Namen Sognsvannbahn erhielt. Diesmal führte sie vom Bahnhof Majorstuen, der sich immer mehr zum Knotenpunkt aller westlichen Linien entwickelte, bis in den Norden nach Sognsvann (damals noch Sognsvatn). Bis zum damaligen Halt Korsvoll (heute Østhorn) war die Strecke zweigleisig ausgebaut. Bis zum Bahnhof Sognsvann war nur ein Gleis verlegt, was sich 1939 änderte. Die Strecke ging am 10. Oktober 1934 in Betrieb.
Ein Jahr später, am 24. Januar 1935, verlängerte die Gemeinde Aker die seit 1930 bestehende Smestadbahn bis nach Røa, sodass die Verbindung den Namen Røabahn erhielt. Auf der Strecke wurden fünfzehn Stationen errichtet. Dieser Linienast wurde bis zur T-bane-Umstellung von der Straßenbahn befahren. Am 22. Dezember 1948, inzwischen war Aker eingemeindet worden, wurde die Røabahn über den Fluss Lysakerelven bis Grini verlängert, eine heute nicht mehr vorhandene Station. Am 3. Dezember 1951 folgte eine Verlängerung bis Lijordet.

### Vorort- und Straßenbahnen im östlichen Oslo
Im Gegensatz zur westlichen Stadthälfte Oslos verlief der Bau von Vorortbahnen im Osten nicht so zügig. Die erste Strecke wurde hier am 18. Dezember 1923 zwischen Helsfyr und Brynseng in Betrieb genommen, drei Jahre später fuhren die Straßenbahnzüge weiter in Richtung Süden bis Oppsal. Die 11,4 km lange Strecke führte zur damaligen Gemeinde Østensjø, die heute ein Osloer Bezirk ist, und erhielt den Namen Østensjøbahn. Am 20. Juli 1958 folgte eine 1,4 km lange Verlängerung bis Bøler. Das war die einzige Strecke in den 1920er Jahren im östlichen Oslo.
Die nächste Strecke wurde erst von 1956 bis 1957 von Brynseng aus, wo schon die Bahn nach Oppsal bestand, nach Bergkrystallen gebaut. Diese Strecke war von Anfang an für einen möglichen U-Bahn-Betrieb ausgelegt, bis zur Umstellung wurde sie als Schnellstraßenbahn genutzt. Der Zweck der neuen Strecke war die Erschließung des ersten Neubaugebietes seit dem Zweiten Weltkrieg mit dem Namen Lambertseter. Bis 2004 war dies ein Stadtteil von Oslo, seitdem gehört es nun zum Bezirk Nordstrand. Darauf ist der Name Lambertseterbahn zurückzuführen. Die Eröffnung erfolgte am 28. April 1957. Die Strecke ist 10,51 km lang.

### Vorbereitungen für den U-Bahn-Betrieb

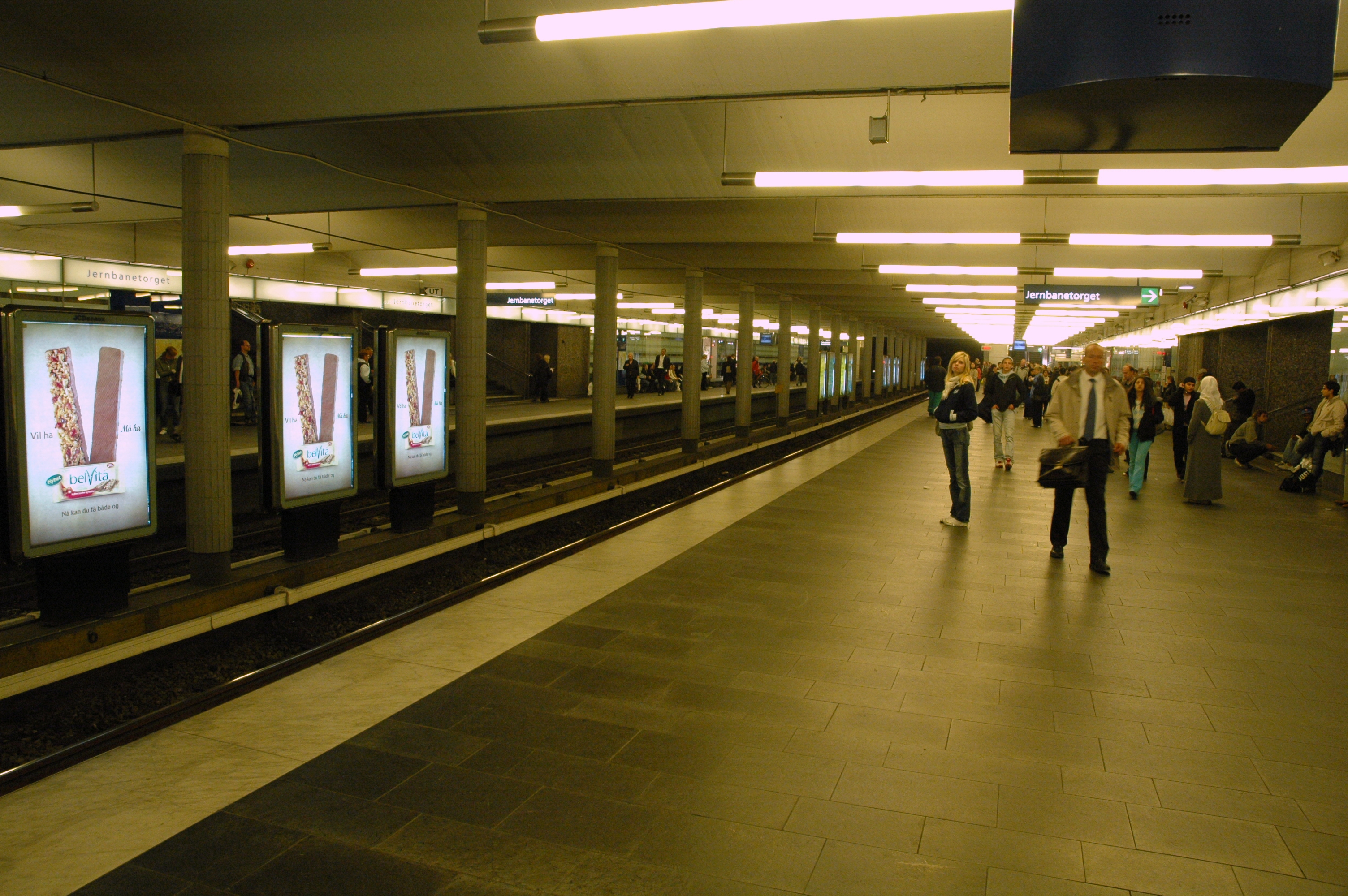
Der Bahnhof Jernbanetorget an der Sentralstasjon

1949 gründete die Stadt Oslo eine eigene U-Bahn-Abteilung, die Pläne für deren Bau entwickeln sollte. 1954 legte diese Abteilung einen U-Bahn-Plan für Ost-Oslo vor, der vorsah, insgesamt vier der damaligen fünf Straßenbahn- in U-Bahn-Strecken umzubauen. Die fünfte Strecke nach Ljabru sollte weiterhin im örtlichen Straßenbahn-Netz verbleiben. Der Stadtrat fasste darauf den endgültigen Entschluss, den östlichen Teil der Stadt, der nur durch Straßenbahnstrecken erschlossen war, mit U-Bahn-Linien zu versehen. Dabei mussten einige Stationen der bestehenden Straßenbahnstrecken geschlossen werden, um die Reisegeschwindigkeit zu erhöhen. Die Bahnübergänge mussten beseitigt und die Oberleitungen gegen seitliche, von unten bestrichene Stromschienen ausgetauscht werden. Damals entstand der Name „T-bane“, ausgeschrieben „Tunnelbane“, denn ein Großteil der neuen Strecken sollte, ähnlich wie in Stockholm, möglichst im Tunnel verlaufen.
Die ersten Bauarbeiten für das Verbindungsstück der Ostlinien ins Stadtzentrum, das im Tunnel verlaufen sollte, begannen 1957. Bis zum Mai 1966 wurde der etwa fünf Kilometer lange Tunnel zwischen Oslo Østbanestasjonen, Jernbanetorget, und Brynseng errichtet. Der schwierigste Teil war dabei das Stück zwischen Jernbanetorget und Tøyen, da der Untergrund Oslos, ähnlich wie in Stockholm, allgemein aus hartem Fels mit vielen lehmgefüllten Zwischenräumen besteht. Am Bahnhof Grønland wurde ein Schutzraum für gut 3000 Personen angelegt. Östlich des Tunnels wurde die Gleisanlage für die neuen U-Bahn-Linien komplett umgestaltet. Die Gleise wurden so gelegt, dass die Linien kreuzungsfrei ein- und ausgefädelt werden konnten. Außerdem wurden am Bahnhof Brynseng vier Gleise verlegt. Nun erfolgten die verschiedenen, schon beschriebenen Arbeiten für die Umstellung der Vorortbahnlinien.

### Neue und umgebaute T-bane-Strecken

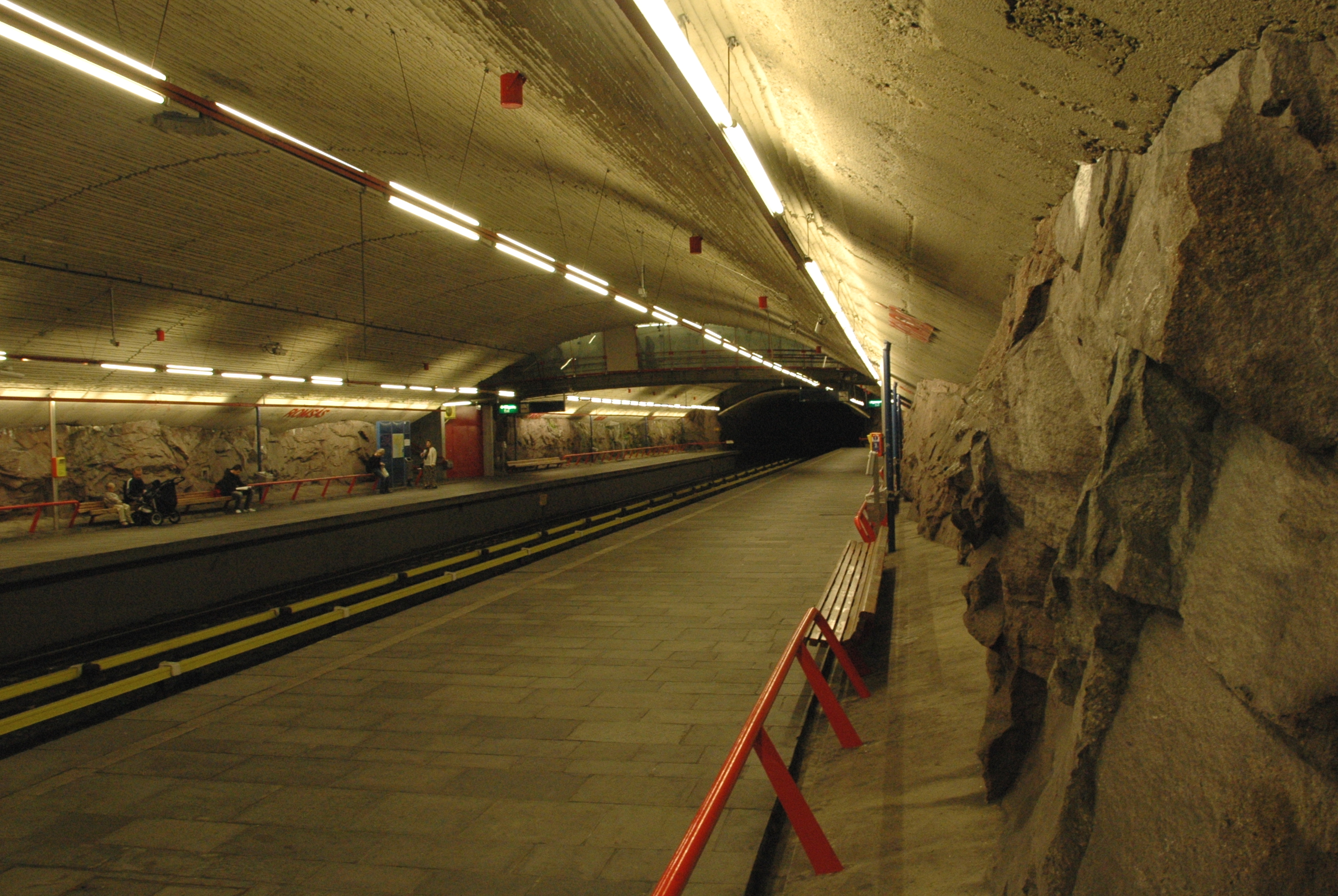
U-Bahnhof auf der Grorudbahn: Romsås

Die erste T-bane-Linie war die Strecke von Jernbanetorget nach Bergkrystallen mit 14 neuen Stationen als Lambertseterbahn auf etwa zehn Kilometern Länge. Am 16. Oktober 1966 ging die 15 km lange Grorudbahn zwischen Jernbanetorget und Grorud in Betrieb, sie zweigte hinter dem Bahnhof Tøyen von der Stammstrecke ab. Die Grorudbahn verbindet Oslo mit den Vorstädten, die an den Stationen Grorud, Romsås und Stovner liegen. Am 21. Dezember 1975 ging eine Verlängerung bis Vestli in Betrieb.
Die schon seit 1923 bestehende Østensjøbahn sollte ebenso zu einer U-Bahn-Strecke umgebaut werden. Nach einigen Monaten konnten die Züge auf der nun mit seitlichen Stromschienen versehenen Strecke bis Jernbanetorget fahren. Während des Umbaus wurde die Strecke gleichzeitig um 2,1 km bis Skullerud verlängert. Seit dem 26. November 1967 fahren hier T-bane-Züge.
Später kam zu den bestehenden drei T-bane-Linien in Ost-Oslo mit der Furusetbahn eine weitere hinzu. Sie wurde komplett neu gebaut, sodass es auf dieser Strecke fünf Tunnelbahnhöfe gibt. Der erste Abschnitt zwischen Hellerud und Haugerud ging am 18. November 1970 in Betrieb, weitere Verlängerungen nach Trosterud (15. Dezember 1974), Furuset (19. Februar 1978) bis zum Endbahnhof Ellingsrudåsen (8. November 1981) folgten.

### Weiteres Vordringen ins Zentrum und Verbindung der Ost- und Westlinien

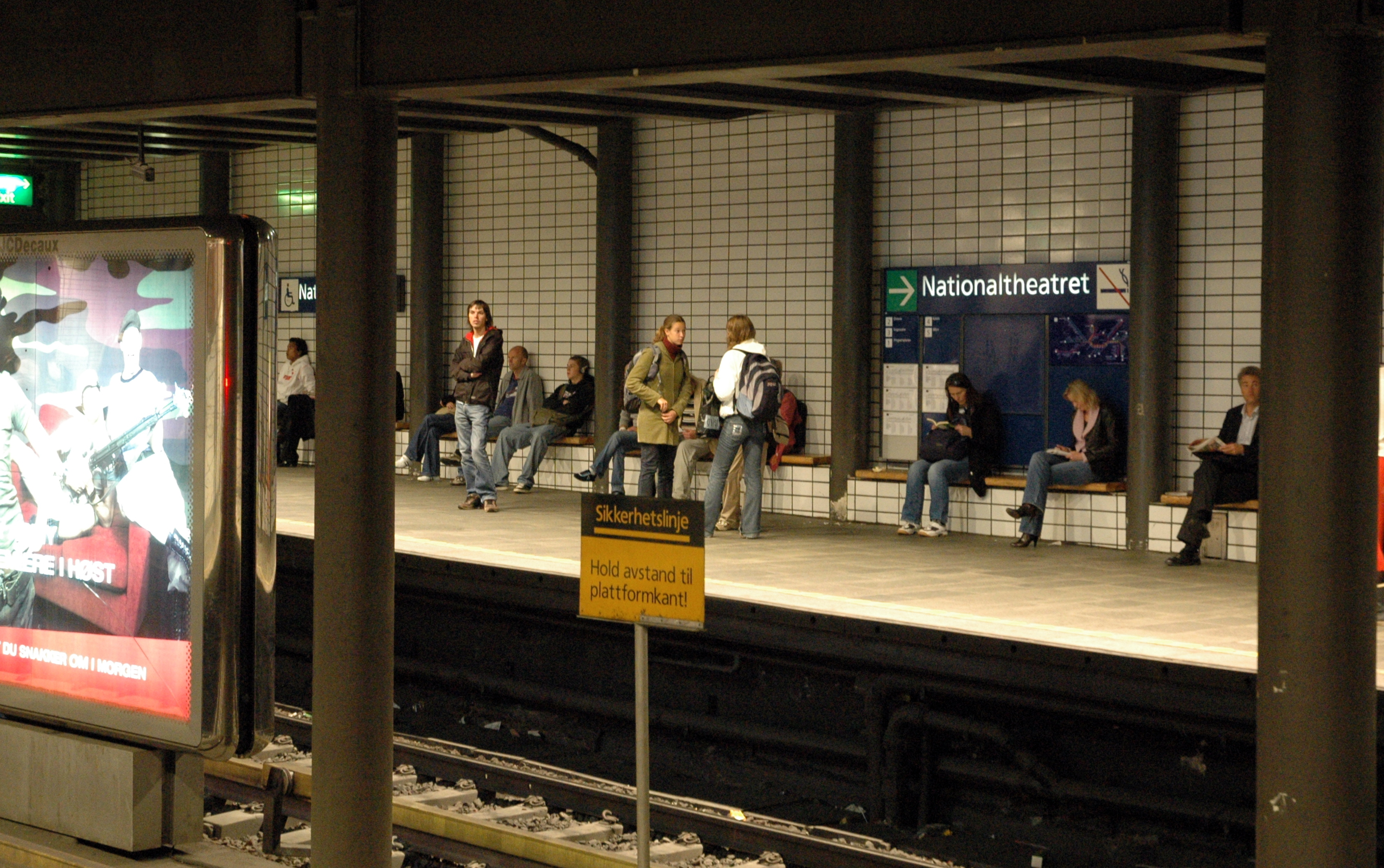
Der 1928 eröffnete Bahnhof Nationaltheatret

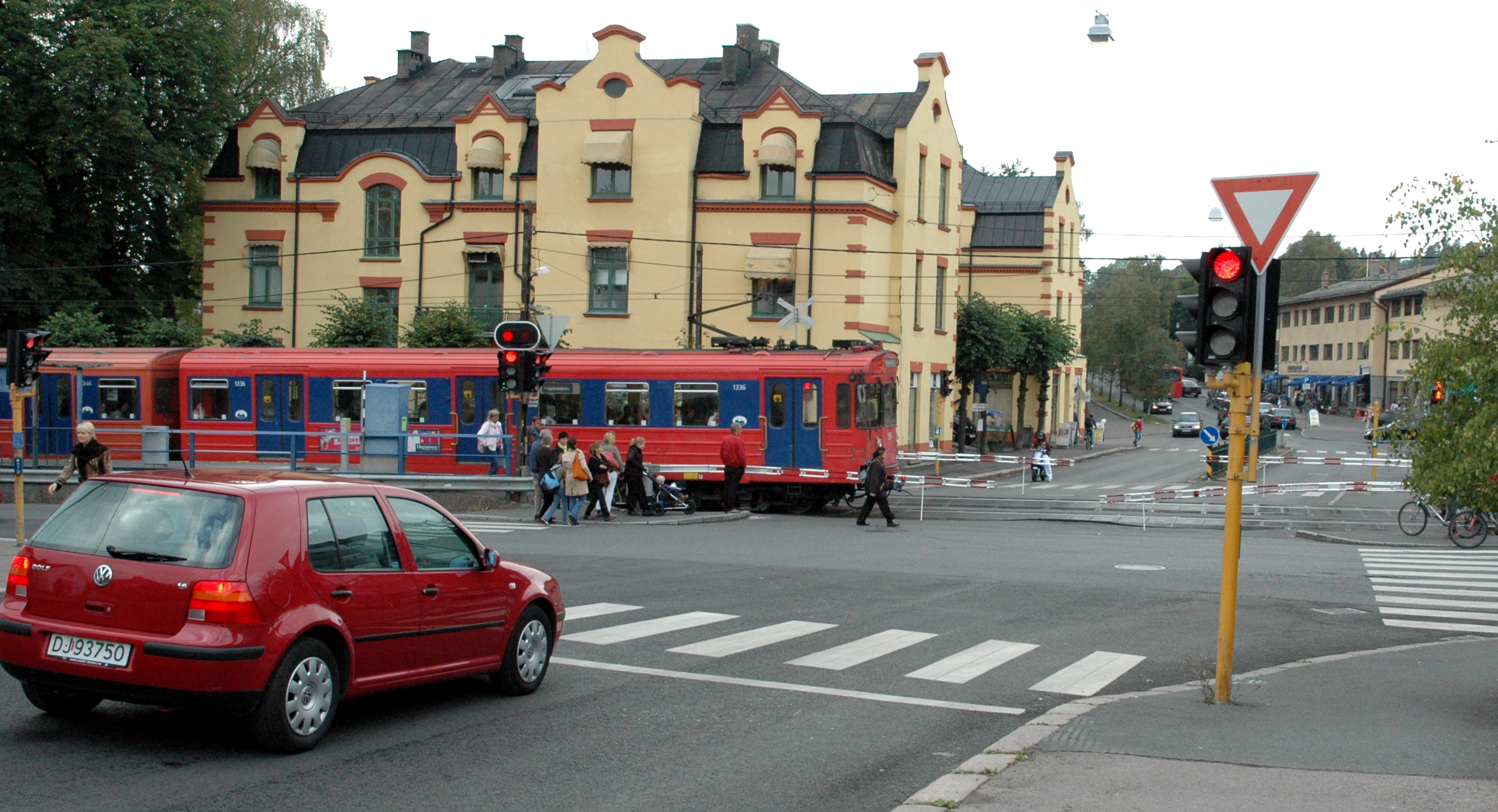
Ein Zug der Linie 1 nach Frognerseteren an einem Bahnübergang

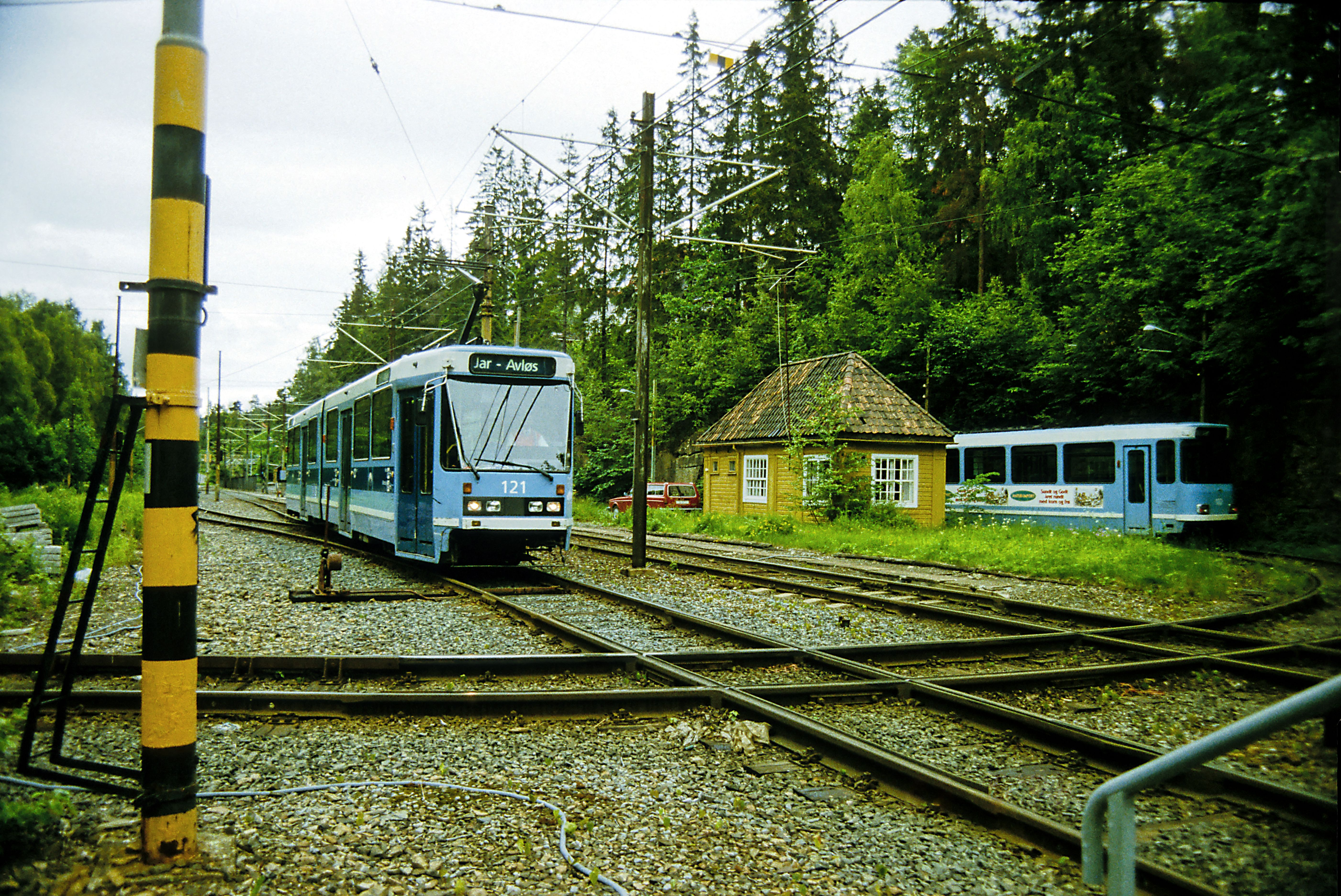
Bahnhof Jar, Kolsåsbahn. Straßenbahnmischbetrieb zwischen Jar und Avløs im Sommer 1998

Seit Jahrzehnten gab es Pläne für einen Zusammenschluss der Linien in West- und Ost-Oslo, wobei das bis dahin größte Problem die Stromversorgung war. Während es auf den umgebauten jetzigen U-Bahn-Strecken seitliche Stromschienen gab, wurden die westlichen Vorortbahnlinien per Oberleitung mit Strom versorgt.
Ab 1977 fuhren die Züge aus Trosterud, Skullerud, Bergkrystallen und Vestli in der Innenstadt einen Bahnhof weiter bis Sentrum. Dort war nun ein direkter Übergang zu den West-Linien durch einen kurzen Fußgängertunnel möglich. Dabei führten die Gleise der Ostlinien in einer großen Wendeschleife unter den Westgleisen hindurch und wieder zurück in Richtung Osten. Heute (2010) wird diese Schleife von den Zwischenkursen der östlichen Linien 2 und 5 genutzt. Der Bahnhof Sentrum musste jedoch am 22. Februar 1983 geschlossen werden, Probleme durch Grundwassereintritt machten einen weiteren Betrieb unmöglich. Erst vier Jahre später konnten hier wieder Züge durch eine geschlossene Station Sentrum bis zum Bahnhof Nationaltheatret fahren.
Für die Durchbindung wurde entschieden, das Stromschienensystem des Ostnetzes auf die westlichen Vorortbahnstrecken auszudehnen. Am 10. Januar 1993 wurde die erste durchgängige T-bane-Linie fertig gestellt, die ohne Umsteigen oder Aussetzen von Bergkrystallen (Ostnetz) nach Sognsvann (Westnetz) führte. Dafür wurde die Sognsvannsbahn komplett umgebaut. Neben der Aufhebung von Wegübergängen, dem Abbau der Oberleitungsanlagen und dem Einbau der Stromschienen wurden hier zwei Stationen geschlossen (Frøen und Nordberg), um die Reisegeschwindigkeit zu erhöhen sowie die Bahnsteige für den Betrieb mit Vierwagenzügen verlängert. Im Innenstadttunnel bestanden zwischen dem bisherigen Endpunkt der westlichen Vorortbahnstrecken am Nationaltheater und dem Bahnhof Majorstuen bis zum 26. Mai 1997 sowohl Oberleitung als auch Stromschienen. Der Bahnhof Majorstuen wurde ebenfalls zusätzlich mit Stromschienen ausgerüstet.
Als nächste Strecke folgte die Røabahn, die mit der Furusetbahn im Osten verbunden wurde. Vom 5. Februar 1995 bis zum 18. November des gleichen Jahres war der Betrieb auf dieser Strecke aufgrund der Umbauarbeiten eingestellt. Gleichzeitig wurden die Stationen Grini, Huseby skole, Sørbyhaugen, Heggeli und Volvat aufgegeben. Erst am 19. November 1995 konnte der Betrieb von Østerås nach Ellingsrudåsen aufgenommen werden, bis dahin war auf der Strecke ein Schienenersatzverkehr mit Omnibussen eingerichtet. Die Strecken nach Frognerseteren und Kolsås behielten noch mehrere Jahre Oberleitungsabschnitte, bei letzterer bedingt durch den Mischbetrieb mit der von Straßenbahnwagen bedienten Lilleakerbahn.
Dies zeigt deutlich den Systemunterschied zwischen den „richtigen“ T-bane-Strecken, die es vor allem in Ost-Oslo gibt, und den ehemaligen Vorortbahnstrecken in West-Oslo.

### Ein Ring um das Stadtzentrum
Nach der Fertigstellung der Verbindung von Ost nach West konnten sich die Osloer Verkehrsbetriebe dem nächsten Ziel zuwenden: dem U-Bahn-Ring (T-baneringen). Der südliche Teil des Ringes besteht aus der 1997 durch den Lückenschluss Ost-West vollendeten Stammstrecke. Die Neubaustrecke Ring verläuft zwischen dem Abzweig Ullevål Stadion der Sognsvannsbahn und dem Abzweig Carl Berners Plass der Grorudbahn. Der Ring soll vor allem zukünftige beziehungsweise sich im Entstehungsstadium befindliche Büro- und Wohnviertel erschließen. Die ersten Bauarbeiten für die 3,3 km lange Strecke Ullevål Stadion – Storo begannen am 5. Juni 2000. Nach drei Jahren Bauzeit wurde die Strecke am 17. August 2003 feierlich in Betrieb genommen. Damit kamen die 102. Station, der U-Bahnhof Nydalen, und die 103. Station, der oberirdische, vorläufige Endbahnhof Storo, zum Osloer T-bane-Netz. Nach weiteren drei Jahren Bauarbeiten konnte am 20. August 2006 die Ringbahn mit einem weiteren 1,7 km langen Stück vollendet werden. Hinter dem Bahnhof Storo schwenkt die Ringbahn Richtung Süden, passiert den Bahnhof Sinsen, und fädelt sich wieder bei der Grorudbahn ein. Seit der Eröffnung befahren die Linien 4, 5 und 6 den nördlichen Ring, der südliche Teil, quasi die Stammstrecke der Osloer T-bane, wird weiterhin von allen Linien befahren. Die Baukosten des neuen Rings beliefen sich auf 1348 Millionen Norwegische Kronen, umgerechnet rund 174 Millionen Euro.

### Kleine und große Veränderungen

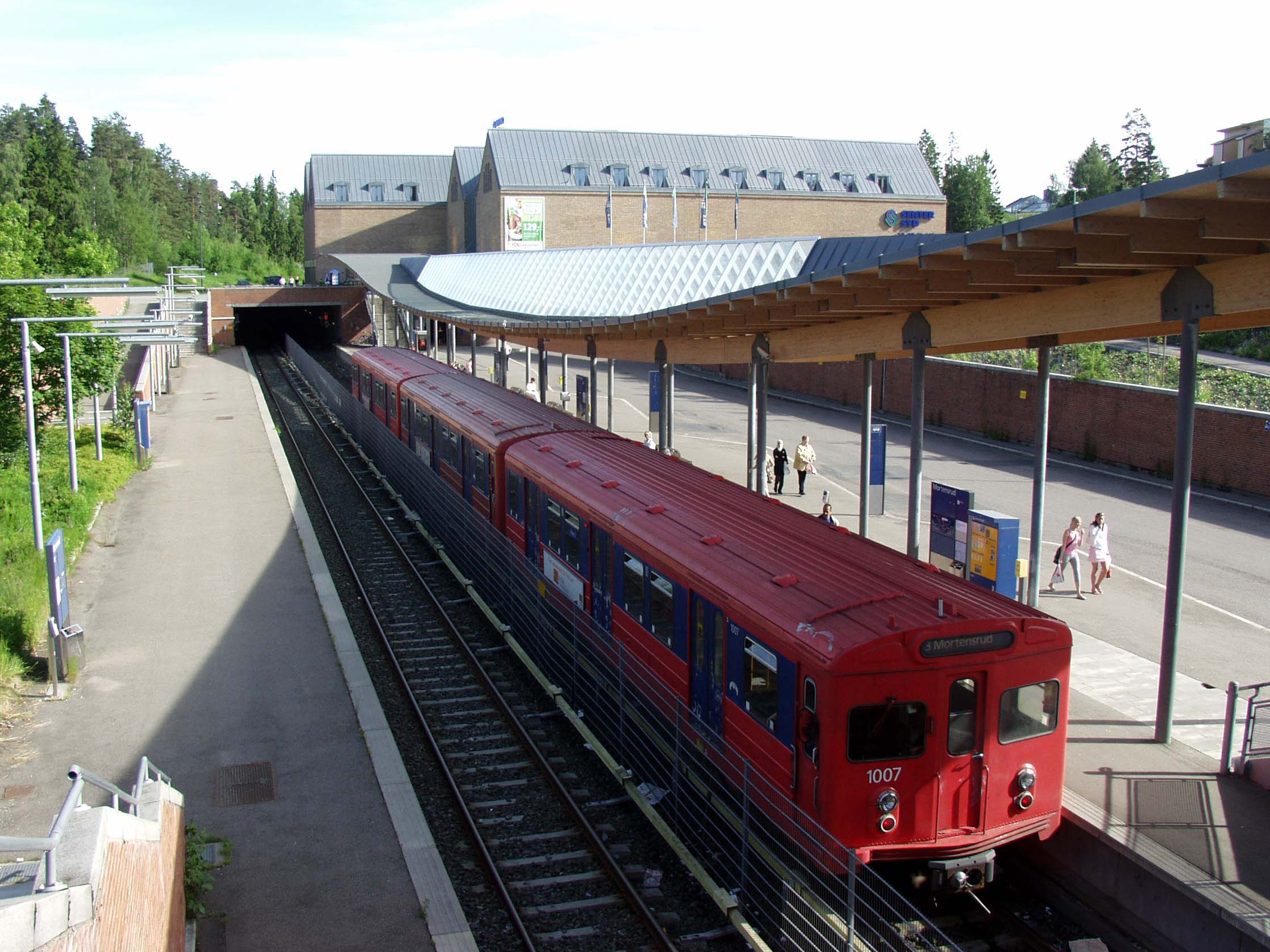
Der neue Bahnhof Mortensrud – durch Niveaugleichheit können die Fahrgäste bequem zu den regionalen Buslinien umsteigen

1998 wurde eine 2,5 km lange Verlängerung der Linie 3 von Skullerud nach Mortensrud eröffnet. Nahezu die komplette Strecke befindet sich in einem Felstunnel, der lediglich von zwei Brücken unterbrochen wird. Nachdem ein Jahr später die neue Straßenbahnstrecke zum Rikshospitalet gebaut wurde, deren Eröffnung am 30. Mai 1999 stattfand, wurde die Haltestelle Vestgrensa der heutigen Linien 3, 4, 5 und 6 um etwa 400 Meter verschoben. Dort wurde die Station Forskningsparken mit einem direkten Anschluss zur neuen Straßenbahnstrecke eröffnet, wobei die Osloer Straßenbahn trotz der europäischen Straßenbahnrenaissance weiterhin mit Stilllegungen rechnen muss.
Im Jahr 2003 gab es einen großen Streit zwischen der Stadt Oslo und der benachbarten ehemaligen Provinz Akershus um die Finanzierung der Kolsåsbahn. Da sich beide nicht einigen konnten, stellten die Osloer Verkehrsbetriebe AS Oslo Sporveier den Betrieb zum 1. Juli 2003 vorläufig bis zum 17. August, dann bis auf weiteres zwischen Kolsås und Bekkestua, das direkt an der Stadtgrenze liegt, ein. Als Ersatz fuhren auf dieser Strecke Busse, die später wegen der schlechten Umsteigebeziehung in Bekkestua bis ins Stadtzentrum verlängert wurden. Die Einstellung der T-bane-Strecke führte besonders bei Eisenbahnfreunden sowie unter den Bewohnern der angrenzenden Gemeinde, zu Protesten. Bereits nach 16 Monaten konnte die Provinzvorsteherin Hildur Horn Øyen der ehemaligen Provinz Akershus am 22. November 2004 die Strecke nach Kolsås feierlich wiedereröffnen, wo die Kolsåsbahn vorerst gerettet war.
2006 wurde die Strecke nach Kolsås für den Umbau auf T-Bane-Normen eingestellt. Die Strecke von Jar bis nach Bekkestua wurde vorerst von der Straßenbahnlinie 13 bedient. Bei Husebybakken (kurz vor Montebello) wurde eine provisorische Haltestelle eingerichtet. Anschließend wurden die Gleise zwischen Husebybakken und Lysakerelven (kurz vor Jar) zurückgebaut. Alle Bahnübergänge wurden entfernt und mit der Umgestaltung der Haltestellen begonnen. Nach einigen Verzögerungen wurde im August 2008 die Strecke bis nach Åsjordet wieder eröffnet, im August 2010 bis Bjørnsletta. Die Strecke bis Jar wurde im Dezember 2010 wiedereröffnet. Die Strecke bis Bekkestua ging im August 2011 in Betrieb. Der Mischbetrieb mit den Straßenbahnzügen der Lilleakerbahn wurde bis zu diesem Bahnhof wieder eingerichtet, jetzt mit Doppelausrüstung von Stromschienen und Einfachfahrleitung sowie Weichen mit beweglichen Doppelherzstückspitzen und getrennten Bahnsteigen für die Straßen- und U-Bahn-Wagen. Ab 2012 wurde Gjønnes wieder bedient, 2013 Avløs und 2014 schließlich Kolsås. In Avløs wurde das Depot neu gebaut, und im August 2015 eröffnet.

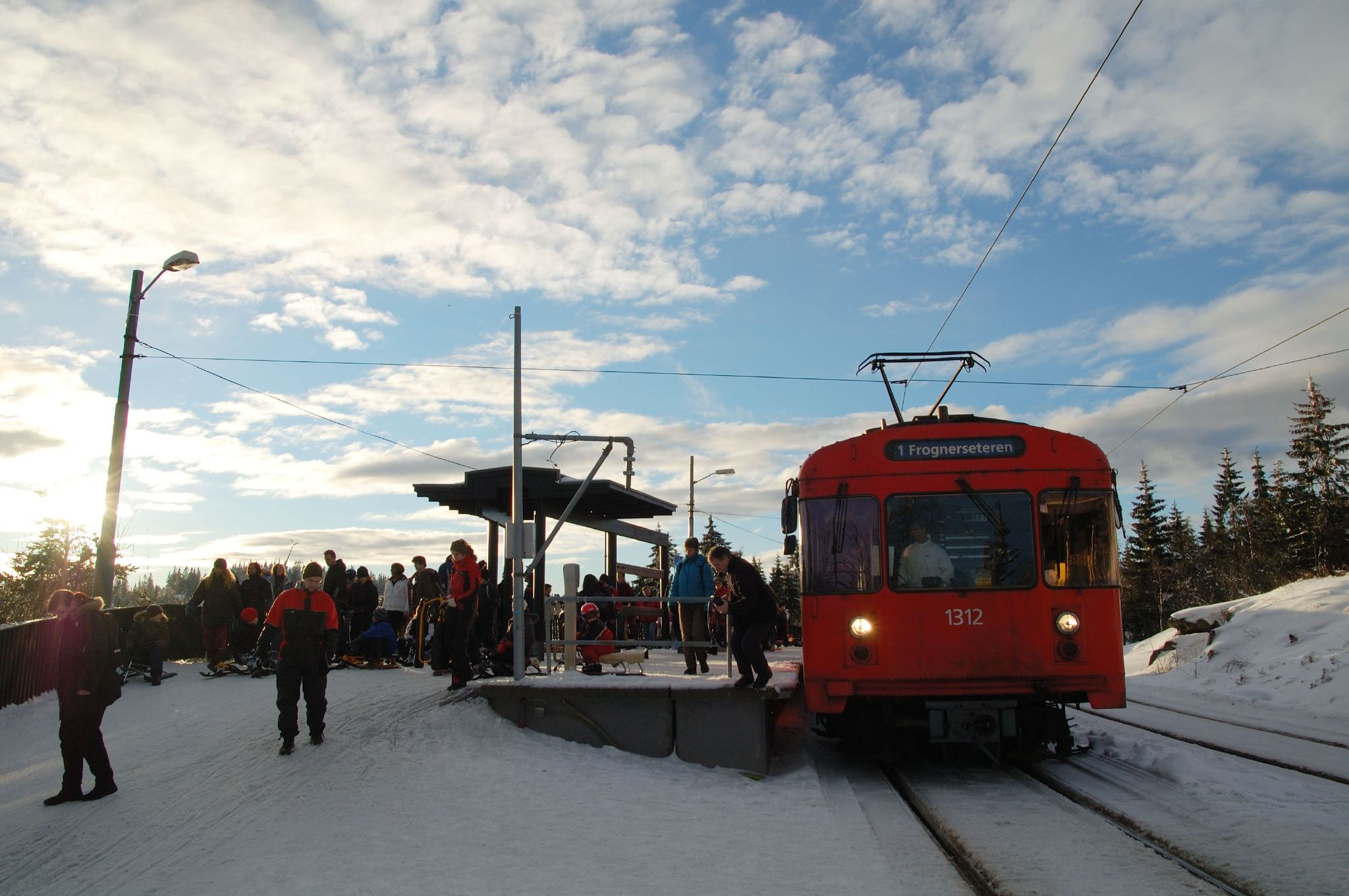
Endstation der Holmenkollenbahn: Frognerseteren vor dem Umbau im Winter

Die Holmenkollenbahn wurde für die Nordischen Skiweltmeisterschaften 2011 ab Juni 2009 auf Stromschiene umgebaut. Die Bahnübergänge wurden im Vergleich zu den anderen Strecken nicht aufgehoben. Die Station Holmenkollen wurde als einzige auf Sechswagenlänge umgebaut. Während des Umbaus wurde die Strecke durch Busse bedient, zwischen August 2009 und März 2010 fuhren noch Züge bis nach Besserud. Da der ganze Umbau sehr schnell geplant und ausgeführt wurde, hatte es bei der Inbetriebnahme einige Probleme gegeben: so kann die Station Gulleråsen in Richtung Stadtmitte nicht bedient werden, da sie in einem engen Linksbogen liegt und zwischen Bahnsteig und einigen Türen der MX-Wagen eine Lücke von einem halben Meter klafft. Es gibt diese große Lücken an vielen anderen Stationen. Da während des Umbaus keine Bahnsteigverlängerungen vorgenommen wurden, sind die meisten Bahnsteige dieser Bahn nur noch für Zwei-Wagen-Züge ausgelegt, so dass die Türen im hinteren Wagen aus Sicherheitsgründen zwischen Frøen und Frognerseteren gesperrt werden. Die Verlängerung der Bahnsteige soll später nachgeholt werden.
Am 3. April 2016 wurde die Lørenbahn, ein Verbindungstunnel zwischen den Stationen Økern der Grorudbahn und Sinsen des Nordrings, eröffnet, zusammen mit einer neuen unterirdischen Station namens Løren. Pendler aus den Trabantenstädten im Groruddalen können nun direkt zu den Arbeitsplätzen am Nordring fahren, ohne über das Stadtzentrum reisen zu müssen. Baubeginn der Lørenbahn war im Juni 2013. Gleichzeitig zur Eröffnung der Lørenbahn wurden die Linien neu zusammengestellt und von sechs auf fünf verringert.

## Ausbau und Planungen
Nördlich des bestehenden Innenstadttunnels ist ein zweiter Tunnel geplant, der von Majorstuen über Stortinget nach Tøyen verlaufen soll. Der eine Teil des geplanten Tunnels zwischen Majorstuen und Stortinget würde unter dem Stadtteil St. Hanshaugen verlaufen. Neue U-Bahn-Stationen auf diesem Abschnitt wären Bislett und Hammersborg. Der andere Teil zwischen Stortinget und Tøyen würde unter dem Stadtteil Grünerløkka verlaufen. Hier wären Hammersborg und Olaf Ryes plass neue U-Bahnhöfe. Die Station Stortinget würde den alten mit dem neuen Tunnel verbinden.
Eine Anbindung des Stadtteils Fornebu ist mit der Fornebubanen geplant. Die Strecke zweigt bei Majorstuen ab und soll 2027 eröffnet werden.
Zusätzlich gibt es Pläne für einen Neubau der Station Majorstuen, eine Querverbindung zwischen der Grorud- und Furusetbahn, eine Verlängerung der Furusetbahn nach Ahus, eine Verlängerung der Østeråsbahn nach Hosle, sowie eine Verlängerung der Østensjøbahn nach Süden (neue Endstation: Gjersrud/Stensrud).

## Depots
Die Osloer U-Bahn besitzt die Betriebshöfe Ryen und Avløs.
Der ehemalige Betriebshof Majorstuen beherbergte ursprünglich ausschließlich die Oberleitungsfahrzeuge. Nach der Indienststellung der BR MX3000 wurde er auf Stromschienenbetrieb umgebaut und diente – bis zur Fertigstellung des Betriebshofes Avløs – als Depot auch für diese Baureihe.
Die verschiedenen Arbeitsmaschinen der T-Bane Oslo (z. B. Oberbauwagen, Schneepflüge, Lokomotiven) sind im Betriebshof Etterstad – der sich zwischen den Stationen Helsfyr und Brynseng befindet – beheimatet. Der ehemalige Betriebshof Majorstuen wird (Stand März 2023) von der Bahnmeisterei der Osloer Straßenbahn genutzt. Das Depot Avløs wurde komplett neugebaut und beherbergt die Wagen, die vorher in Majorstuen waren. Wegen Platzmangel übernachten einzelne Züge an den Endbahnhöfen Vestli, Ellingsrudåsen und Mortensrud.

## Fahrzeuge

### Baureihe MX3000
| MX3000 (2005–2014) |              |
| Höchstgschwdk.     | 70 km/h      |
| Masse              | 98 t         |
| Sitz-/Stehplätze   | 138/493      |
| Stromversorgung    | Stromschiene |

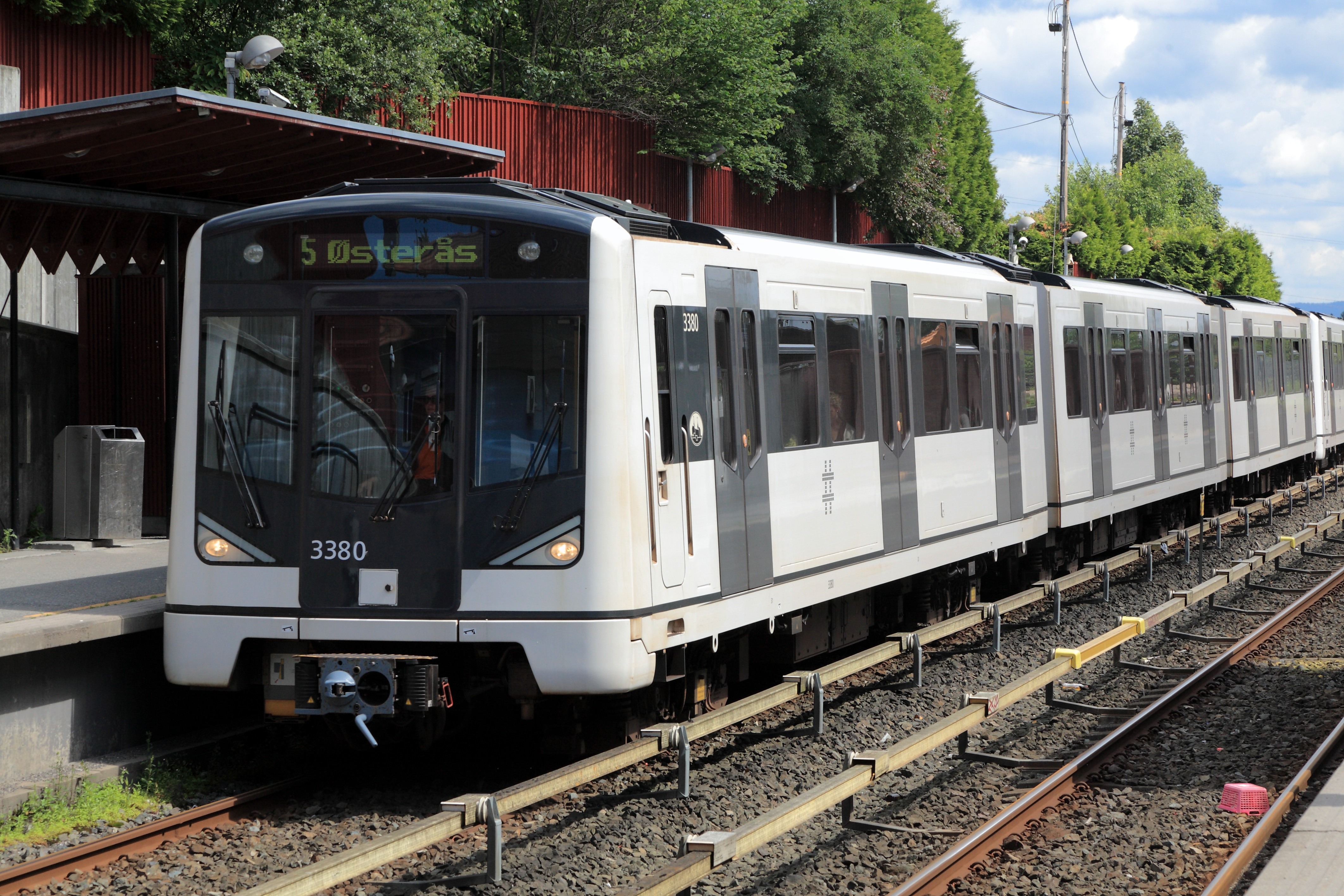
Zug der Baureihe MX3000 im Bahnhof Røa

Da die über 40 Jahre alten Züge nicht durch die Wagen der Reihe T 2000 ersetzt werden konnten, wurde unter der Bezeichnung MX3000 wiederum eine neue Serie entwickelt. Im Jahr 2003 unterzeichneten die Osloer Verkehrsbetriebe AS Oslo Sporveier einen Vertrag im Gesamtwert von 190 Millionen Euro mit der Verkehrssparte „Transportation Systems“ (TS) der Firma Siemens für den Bau von 63 Garnituren, das sind 189 Einzelwagen, die komplett in Wien gebaut werden. Sie ähneln den ab dem gleichen Jahr produzierten Wiener V-Wagen sowie den ein Jahr älteren Nürnberger DT3. Die drei Wagen einer Einheit sind mit Faltenbälgen verbunden und durchgehend begehbar. Die ersten zwei Garnituren, die zum großen Teil aus Aluminium gefertigt sind, wurden ab Juli 2005 im Prüfcenter Wegberg-Wildenrath getestet und im Oktober 2005 für groß angelegte Testfahrten nach Oslo geliefert. Die Serienlieferung begann im Februar 2007 mit einem Intervall von zwei Garnituren pro Monat.
Osloer U-Bahn-Fahrzeuge sind einem harten Klima ausgesetzt. Sie müssen Temperaturen von bis zu −25 Grad Celsius aushalten und wurden daher aufwändig im Klima-Wind-Kanal in Wien-Floridsdorf getestet.
Die zwei ersten Zuggarnituren werden seit Anfang September 2006 im regulären Fahrgastbetrieb auf der Linie 4/6 Bergkrystallen–Ring–Åsjordet (zwischenzeitlich war Husebybakken Endbahnhof) eingesetzt. Etwa seit dem Jahreswechsel 2008/2009 werden die Linien 3 und 5 ausschließlich von MX3000 befahren, seit der uneingeschränkten Zulassung der MX3000 für die Linie 2 wichen dort die alten Züge nach und nach.
Eine Zuggarnitur, die aus drei nur in der Werkstatt trennbaren Wagen besteht, ist 54 Meter lang und 3,16 Meter breit. Die Leermasse beträgt 98 Tonnen, mit Fahrgästen vollbesetzt 147 Tonnen. Die Fahrzeuge sind mit Querbestuhlung 2+3 ausgerüstet. Wie bisher gibt es drei Türen pro Wagenseite. Als zulässige Höchstgeschwindigkeit gilt die (noch) zulässige Streckenhöchstgeschwindigkeit von 70 km/h. Im Fahrgastbetrieb können zwei Einheiten miteinander gekuppelt werden.
Seit Mitte 2010 sind genügend Wagen vorhanden, um alle Linien (außer der Holmenkollenbahn) mit Sechswagenzügen bedienen zu können. Nach 20 Uhr sowie sonntags werden auf den meisten Linien nur Dreiwagenzüge eingesetzt.
Bis 2014 wurden 115 Dreiwagenzüge ausgeliefert.

### Baureihe M4000
Im Jahr 2022 wurde die Lieferung von 20 dreiteiligen Zügen der neuen Baureihe M4000 ausgeschrieben. Die Fahrzeuge sollten in den Jahren 2028 und 2029 ausgeliefert werden. Zur Eröffnung der Fornebubanen sollte die Anzahl der verfügbaren Fahrzeuge erhöht werden und eine Option auf weitere 80 Fahrzeuge bestehen. Im Mai 2024 erhielt der spanische Hersteller CAF den Zuschlag. Während 20 Dreiwagenzüge nun fix bestellt sind, bestehen Optionen über maximal 90 weitere Züge. Die Züge werden eine spätere Umrüstung auf vollautomatischen Betrieb (GoA4) erlauben und erhalten Traktionsbatterien, um im Notfall die nächste Haltestelle erreichen zu können.

## Ehemalige Fahrzeuge

### OS T1–T4
| T1–T4 (1964–1978) |                                         |
| Höchstgeschw.     | 70 km/h                                 |
| Masse             | 29,7 t                                  |
| Sitz-/Stehplätze  | 63/117 (T1-1, T2, T3) 60/117 (T1-2, T4) |
| Stromversorgung   | Stromschiene                            |
| Ausmusterung      | 2009                                    |

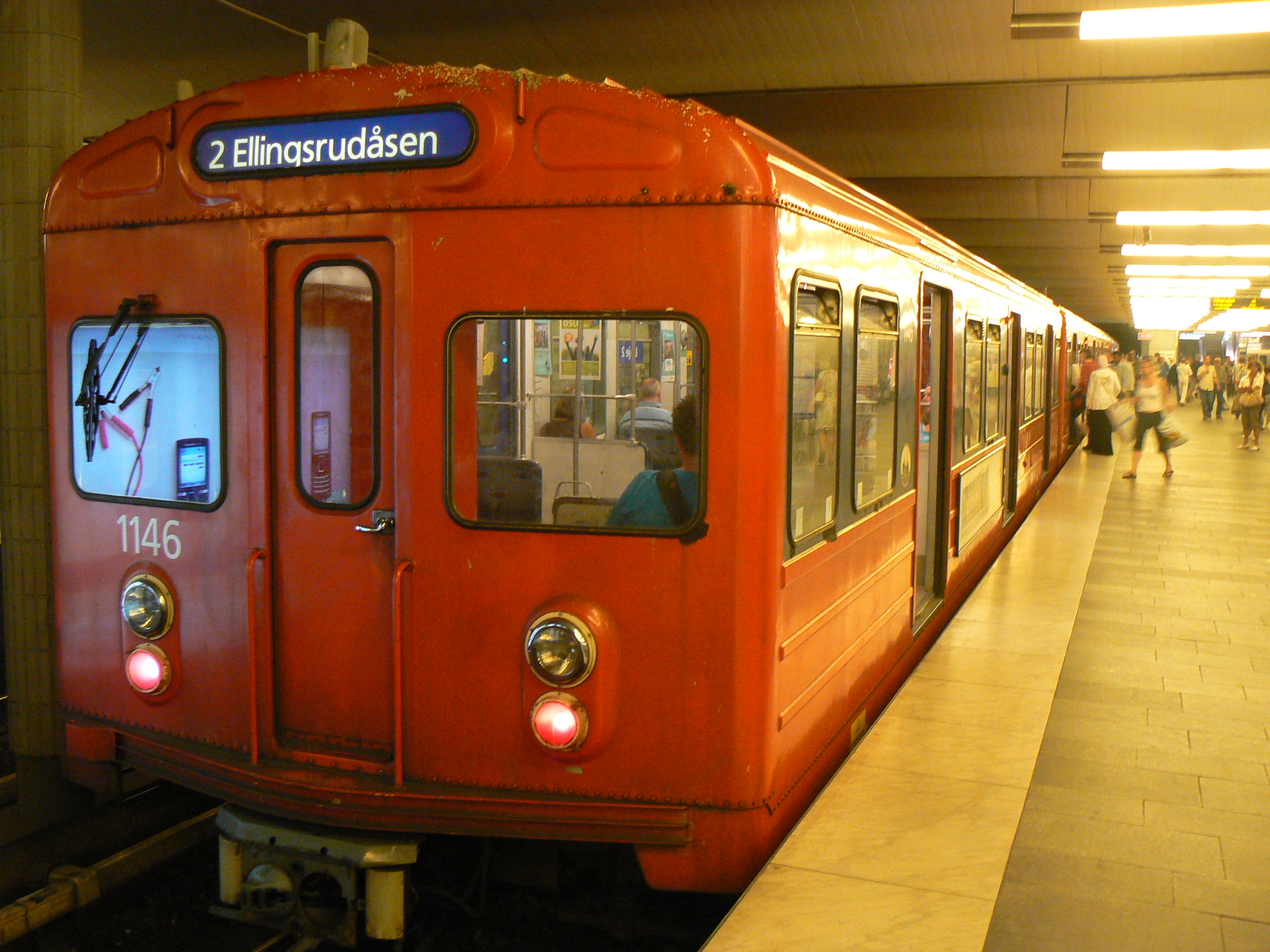
T1000-Zug an der Station Jernbanetorget

Zwischen 1964 und 1966 wurden die ersten 90 Triebwagen der Baureihe T1000 als Serie T1-1 und T1-2 von den Firmen Strømmens Værksted (Mechanik) und AEG (Elektronik) für die neuen Strecken nach Bergkrystallen (Lambertseterbahn) und Grorud (Grorudbahn) geliefert. Dies war die erste Lieferung (T1). Die Fahrzeuge 1001 bis 1030 hatten an jedem Ende einen Führerstand, die weiteren 60 Triebwagen besitzen nur einen Führerstand. In den Jahren 1967 (T2), 1969–1972 (T3) sowie 1975–1977 (T4) folgten weitere Lieferungen dieser Baureihe.
Eine Besonderheit dieser Wagen ist, dass die Führerstände eine Breite von nur etwa zwei Fünfteln der Wagenbreite einnehmen, so dass die Fahrgäste nach vorn hinausschauen können.
Mit Inbetriebnahme der MX3000 wurden die Wagen ausgemustert und verschrottet. Sechs Wagen blieben für zukünftige Oldtimerfahrten erhalten. Ein Wagen ist im Straßenbahnmuseum unweit des Bahnhofs Majorstuen ausgestellt worden.

### OS T5–T8
| T5–T8 (1978–1989) |                                                 |
| Höchstgeschw.     | 70 km/h                                         |
| Masse             | 29,7 t                                          |
| Sitz-/Stehplätze  | 70/110 (T5) 64/106 (T6) 60/117 (T7) 57/117 (T8) |
| Stromversorgung   | Stromschiene und Oberleitung                    |
| Ausmusterung      | 2010                                            |

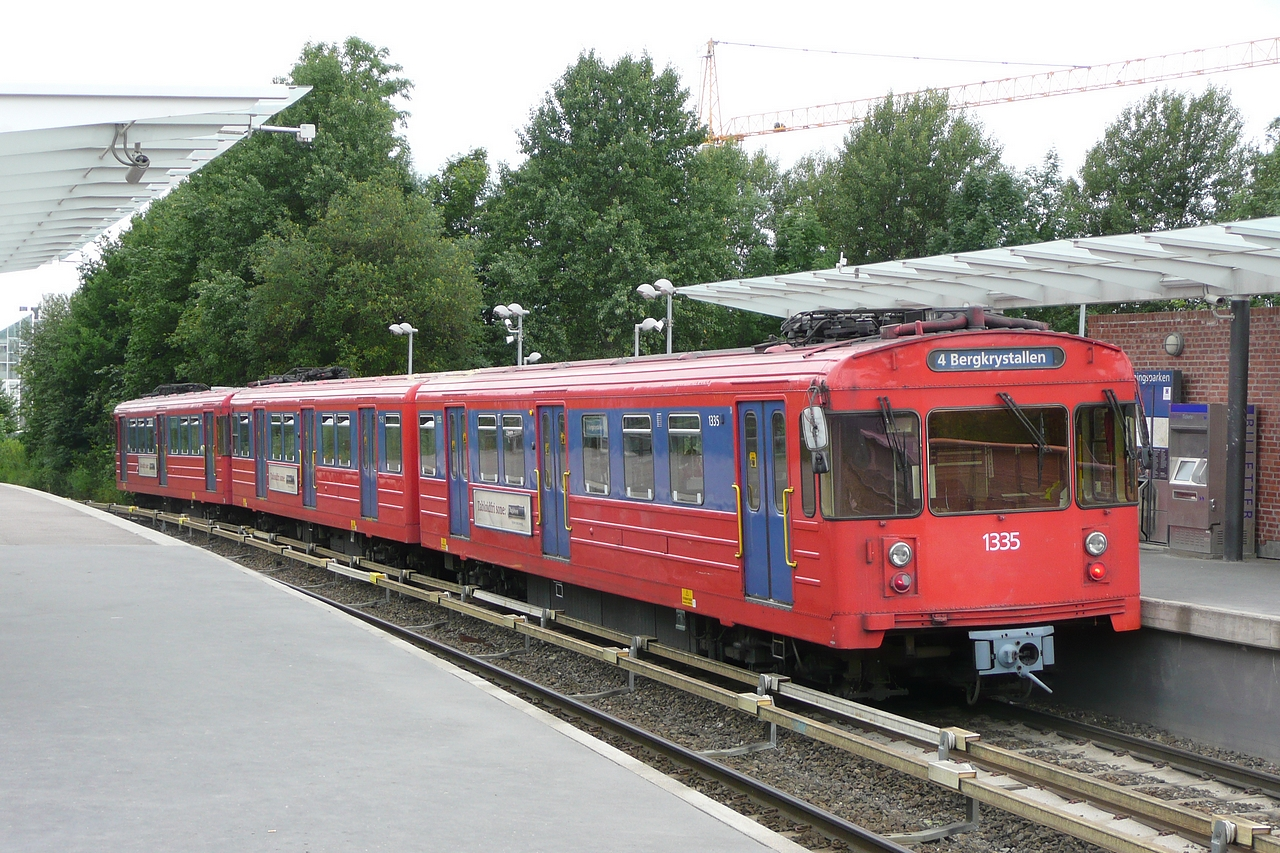
Zug der Reihe T1300 in der Station Forskningsparken

Um wesentlich ältere Züge im Westnetz zu ersetzen, teils waren dort noch Wagen von 1912 zu finden, wurden 1978 Fahrzeuge der neuen Serie T5 wiederum von den Firmen Strømmens Værksted (Mechanik) sowie AEG/EGA und NEBB (Elektrik) mit Dachstromabnehmer geliefert. Durch eine Umgestaltung des Fahrgastraumes konnten sieben Sitzplätze hinzugewonnen werden. Weitere Lieferungen erfolgten 1980 und 1981 (T6). Um das Westnetz befahren zu können, wurden 1985 bis 1987 und 1989 zusätzlich Fahrzeuge der Serie T4 mit Dachstromabnehmern ausgerüstet und als Serien T7 und T8 auf den dortigen Oberleitungsstrecken eingesetzt.
Anfang der 1990er Jahre, kurz bevor und während der Verbindung des Ost- und Westnetzes, wurden alle Wagen mit Stromschienenstromabnehmern versehen.
Mit der Lieferung der neuen MX3000-Zügen wurden ab 2009 die ersten T1300 ausgemustert. Die letzte planmäßige Fahrt eines Zuges dieser Baureihe erfolgte am 15. März 2010 von Besserud nach Majorstuen (1301/1302). Nach der Schließung der Holmenkollenbahn für den Umbau auf Stromschienenbetrieb im März 2010 wurden die letzten T1300 ausgemustert. Drei Einheiten bleiben erhalten.

### Baureihe T2000
| T2000 (1994)     |                              |
| Höchstgeschw.    | 100 km/h                     |
| Masse            | 31 t                         |
| Sitz-/Stehplätze | 60/125                       |
| Stromversorgung  | Stromschiene und Oberleitung |
| Ausmusterung     | 2009                         |

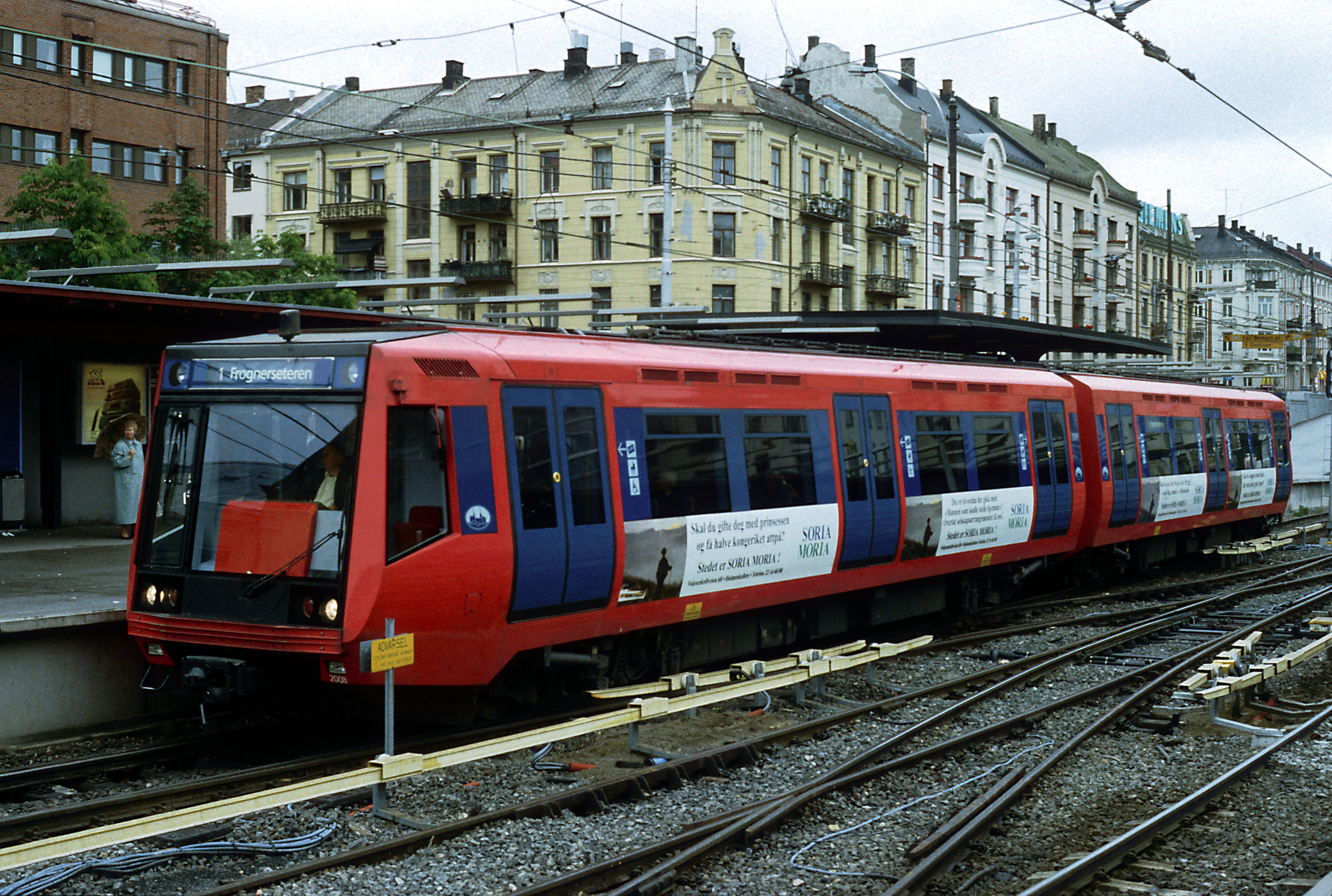
Doppeltriebwagen der Reihe T2000 im Bahnhof Majorstuen

Für die Modernisierung des westlichen Wagenparks wurde eine neue Baureihe entwickelt. Die Bestellung erfolgte 1993. Ein Jahr später wurden zwölf Wagen geliefert. Die Produktion der Firmen EB Strømmens Værksted und AEG wurde jedoch gestoppt, da immer wieder technische Probleme auftraten.
Während ihrer 16-jährigen Dienstzeit fuhren sie im regulären Fahrgastbetrieb nur als Zweiwagenzüge, meist zwischen Frognerseteren und Helsfyr beziehungsweise Frognerseteren und Bergkrystallen. Eine der wenigen und die letzte Fahrt der T2000 in Doppeltraktion war die Eröffnungsfahrt zur Inbetriebnahme des ersten Abschnittes der Ringbahn von Ullevål Stadion über Nydalen nach Storo.
Die T2000 wurden von vornherein für Fahrleitungs- und Stromschienenbetrieb ausgelegt und mit Dach- und Seitenstromabnehmern ausgerüstet. Sie sind für wesentlich höhere Geschwindigkeiten als die älteren Fahrzeuge konstruiert und wurden erfolgreich bis 120 km/h erprobt. Ein Wagen ist 18 m lang, 3,65 m hoch und 3,3 m breit. Die T2000 sind mit einer Leermasse von 31 Tonnen deutlich schwerer als ihre Vorgänger. Die Innenraum-Bestuhlung ähnelte einer Flugzeugbestuhlung, je ein Sitz am Fenster und drei Sitze in der Mitte. Im April 2009 wurde die komplette Baureihe abgestellt. Wegen ihrer technischen Probleme waren die T2000 bei großen Teilen des Personals unbeliebt.
Ende 2011 wurden zehn Wagen, also fünf Züge, verschrottet. Ein zweiteiliger Zug wurde für die Nachwelt erhalten und ist in einem Lager außerhalb von Oslo abgestellt, bis ein besserer Ort gefunden wird.